# 斯普林克里克鎮區 (阿肯色州李縣)
斯普林克里克鎮區（英語：Spring Creek Township）是位於美國阿肯色州李縣的一個行政鎮區。

## 地方資料
斯普林克里克鎮區的面積為95.12平方千米，當中陸地面積為95.06平方千米，而水域面積為0.06平方千米。根據2010年美國人口普查的數據，當地共有人口496人，而人口密度為每平方千米5.21人。